# Commission rogatoire
 (octobre 2018).
Si vous disposez d'ouvrages ou d'articles de référence ou si vous connaissez des sites web de qualité traitant du thème abordé ici, merci de compléter l'article en donnant les références utiles à sa vérifiabilité et en les liant à la section « Notes et références ».
En droit, une commission rogatoire est un acte juridique de délégation de pouvoirs remis par un juge à un tiers investi d'une mission d'autorité, le plus souvent une autorité de police ou un juge d'une autre juridiction, lui demandant et l'autorisant à instruire et collecter des éléments de preuve lors d'une enquête.
Quand la délégation vise une autorité judiciaire ou de police étrangère, il s'agit alors d'une commission rogatoire particulière : la commission rogatoire internationale.

## Commission rogatoire internationale
Une Commission rogatoire internationale est une mission donnée par un juge à toute autorité judiciaire relevant d’un autre État de procéder en son nom à des mesures d’instruction ou à d’autres actes judiciaires.
Des commissions rogatoires peuvent être envoyées à un juge étranger, soit en exécution d'une convention internationale, soit en vertu d'un traité de coopération judiciaire, soit en utilisant la voie diplomatique. Des conventions diplomatiques peuvent prévoir qu'un juge français peut transmettre directement sa commission rogatoire à un collègue étranger.

## En France
La Commission rogatoire pénale est prévue aux articles 151 et suivants du code de procédure pénale. Elle ne doit pas être confondue avec le mandat qui prescrit un acte unique spécifique.
La commission rogatoire en droit civil est organisée par l'article 730 du code de procédure civile qui dispose que « lorsque l'éloignement des parties ou des personnes qui doivent apporter leur concours à la justice, ou l'éloignement des lieux, rend le déplacement trop difficile ou trop onéreux, le juge peut, à la demande des parties ou d'office, commettre la juridiction de degré égal ou inférieur qui lui paraît la mieux placée sur le territoire de la République, afin de procéder à tous les actes judiciaires qu'il estime nécessaires. »
Théoriquement indifféremment utilisable en procédure civile ou pénale, c'est surtout à l’occasion de cette dernière qu'elle est utilisée.

## Au Canada
Une commission rogatoire est une procédure par laquelle un tribunal fait appel à un autre tribunal pour un acte de procédure ou d’instruction dont il ne peut se charger.

### Québec

#### Procédure civile
Le Code de procédure civile du Québec contient un chapitre sur la commission rogatoire. Les articles 499 à 503 CPC concernent la commission rogatoire émanant du Québec et les articles 504 à 506 CPC traitent de la commission rogatoire en provenance d'un État étranger.

#### Procédure pénale
Les articles 54 à 59 du Code de procédure pénale du Québec énoncent des règles sur la commission rogatoire.